# Anopheles harperi
Anopheles harperi är en tvåvingeart som beskrevs av Evans 1936. Anopheles harperi ingår i släktet Anopheles och familjen stickmyggor. Inga underarter finns listade i Catalogue of Life.